# Droit néo-zélandais
Le droit néo-zélandais, c'est-à-dire le droit appliqué en Nouvelle-Zélande, a plusieurs sources. La première source du droit néo-zéalandais comprend les statuts (lois) votés par le Parlement néo-zélandais et les décisions des tribunaux de Nouvelle-Zélande. Fondamentalement, le droit de Nouvelle-Zélande est basé sur trois principes liés : la souveraineté parlementaire, la règle de droit, et la séparation des pouvoirs. En tant qu'ancienne colonie britannique, le système légal de Nouvelle-Zélande est fortement basé sur le droit anglais, et certains aspects restent similaires. D'importantes différences existent aussi du fait de la culture légale néo-zélandais qui a fortement divergé de l'ancienne métropole.

## Histoire

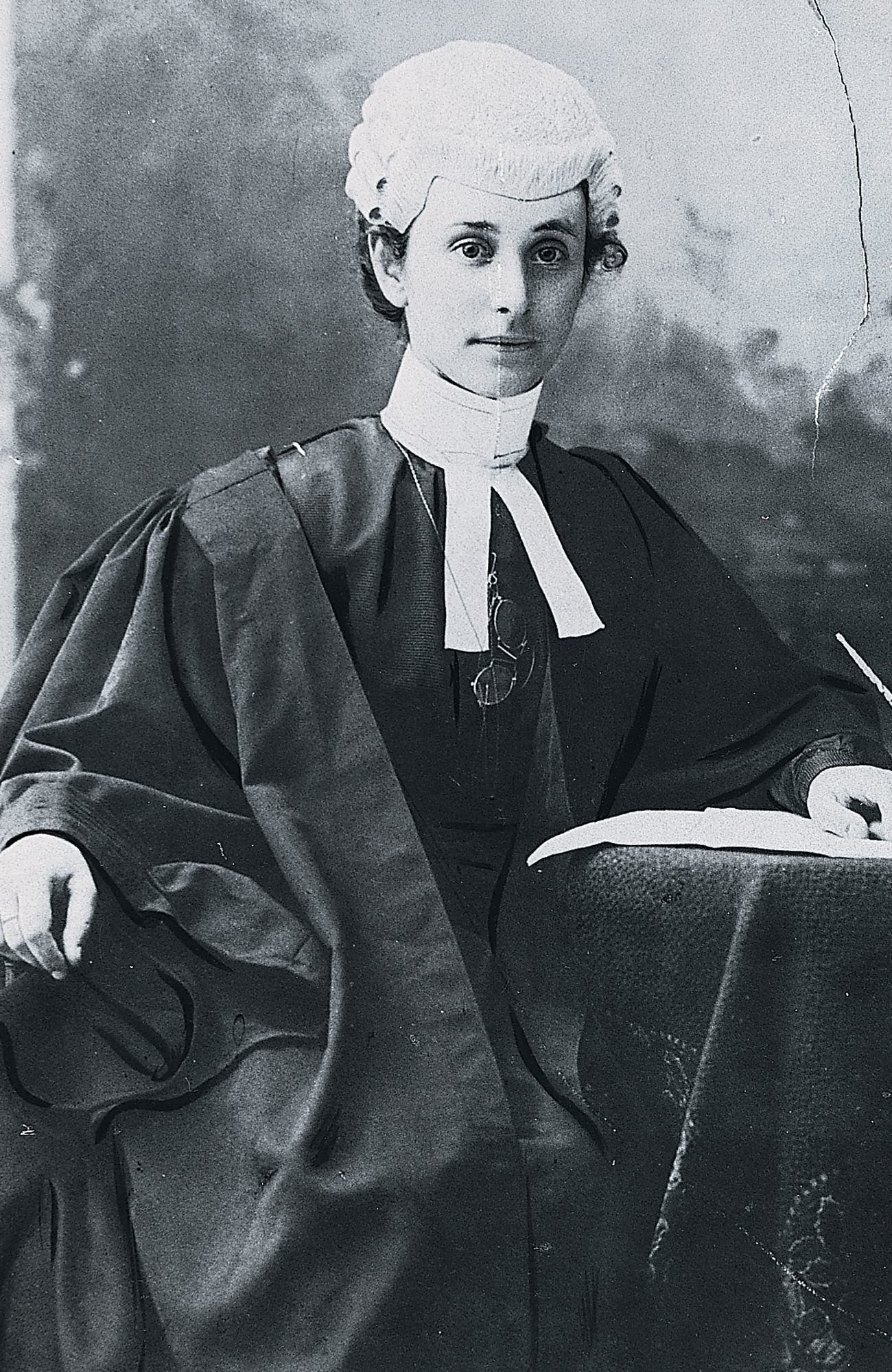
Ethel Benjamin devient la première avocate du pays en 1892.

Il existe peu de recherches en histoire du droit sur la Nouvelle-Zélande, malgré un regain d'intérêt autour du tribunal de Waitangi. Cela peut être entre autres expliqué par le fait qu'elle n'a pas été une colonie pénale comme l'Australie et la Nouvelle-Calédonie. Un fait remarquable sur l'histoire du droit néo-zélandais est qu'il s'agit du premier pays du monde à avoir établi un système d'assurance publique pour les accidents à travers l'ancêtre de la Accident Compensation Corporation (en) en 1900.

### Avant 1840
Avant 1840, les normes suivies sont celles de la tikanga.

### Traité de Waitangi
Le traité de Waitangi, signé en 1840, est considéré comme le traité ayant établi le droit britannique en Nouvelle-Zélande. Cette théorie pose néanmoins de nombreux problèmes. Premièrement, les versions maori et anglaise sont substantiellement différentes. La version anglaise transfère la souveraineté à la Reine Victoria (clause 1) et accorde aux Maoris les droits des sujets britanniques (clause 3). Bien qu'aucune mention spécifique ne soit faite dans le traité en matière de système légal, ces deux clauses semblent impliquer que le droit britannique serait établi en Nouvelle-Zélande. La version maorie, toutefois, déclare que la Reine Victoria le kawanatanga (gouvernorat) tandis que les chefs retenaient le tino rangatiratanga (chefferie absolue) à la clause 2 en opposition au droit de propriété promis dans la version anglaise. Bien que la troisième clause de la version maorie dispose que la Reine traiterait les Maoris de la même façon que les Anglais, plusieurs historiens considèrent que les Maoris croyaient que le gouverneur n'exercerait son pouvoir que sur les Européens, et que les chefs dirigeraient les Maoris. Aux yeux de certains Maoris, le système légal de Nouvelle-Zélande est contraire au traité et violerait le tino rangatiratanga (chefferie).
L'autre problème avec l'idée que le traité établissait le droit britannique, est qu'en 1840, les Maoris contrôlait encore la Nouvelle-Zélande. Bien que les Britanniques aient envoyé un gouverneur, ils n’avaient pas de troupe de soutien lors des premières années de la « souveraineté britannique », les Européens étaient, de manière significative, dépassés en nombre et en matériel maori. Les Maoris se pliaient généralement au droit anglais dans les colonies européennes et quand leurs chefs le choisissait, mais rien ne les forçait à se conformer au droit anglais dans les régions qu'ils contrôlaient (et qui représentaient, jusqu'aux années 1860 la majeure partie du pays). Le droit britannique, et plus tard le droit néo-zélandais adopté par le Parlement de Nouvelle-Zélande, s'est peu à peu établi sur tout le territoire, mais il restait sans effet dans les régions contrôlées par les Maoris jusqu'à la fin du XIXe siècle environ. En pratique, le droit anglo-saxon fut implanté en Nouvelle-Zélande non pas par le traité de Waitangi mais par les conquêtes et la colonisation.
Le traité ne fut pas ratifié et a peu d'importance en droit néo-zélandais. En 1877, un juge établit qu'il avait une « nullité légale ». En 1975, la loi du traité de Waitangi fut adoptée, établissant le tribunal de Waitangi afin d'enquêter et d'établir des rapports sur les violations contemporaines du traité, dans le but d'établir des compensations. Cela eut peu d'impact jusqu'en 1985, quand la loi fut amendée pour autoriser les enquêtes sur les violations historiques. Les décisions du Tribunal ne sont pas contraignantes bien que certaines circonstances peuvent empêcher ou mettre en place des conditions à la vente des terres appartenant à l’État. Depuis les années 1980, des références au traité sont apparues dans de nombreuses lois, et des décisions légales ont considéré qu'il peut être pertinent même lorsqu'il n’est pas cité dans une législation. Toutefois, le gouvernement n’est pas, en soi, lié par le traité, ni le peuple de Nouvelle-Zélande.

## Sources du droit

### Traités et accords internationaux
Les traités et conventions ne sont pas contraignants sur les Cours de Nouvelle-Zélande jusqu'à ce qu'il soit incorporé dans la législation domestique. Ils peuvent cependant être utile dans l'interprétation des lois même s'ils ne sont pas ratifiés : lors de l'interprétation d'une loi, en cas d’ambiguïté, la Cour va estimer que le Parlement n'a pas voulu légiférer contrairement à l'esprit d'un traité international.

### Législation
Les lois sont votées par la Chambre des représentants après trois lectures et après avoir été validé par le Gouverneur général de Nouvelle-Zélande (bien que cette dernière exigence soit une formalité).

## Organisation juridictionnelle

### Établissement de l'organisation juridictionnelle

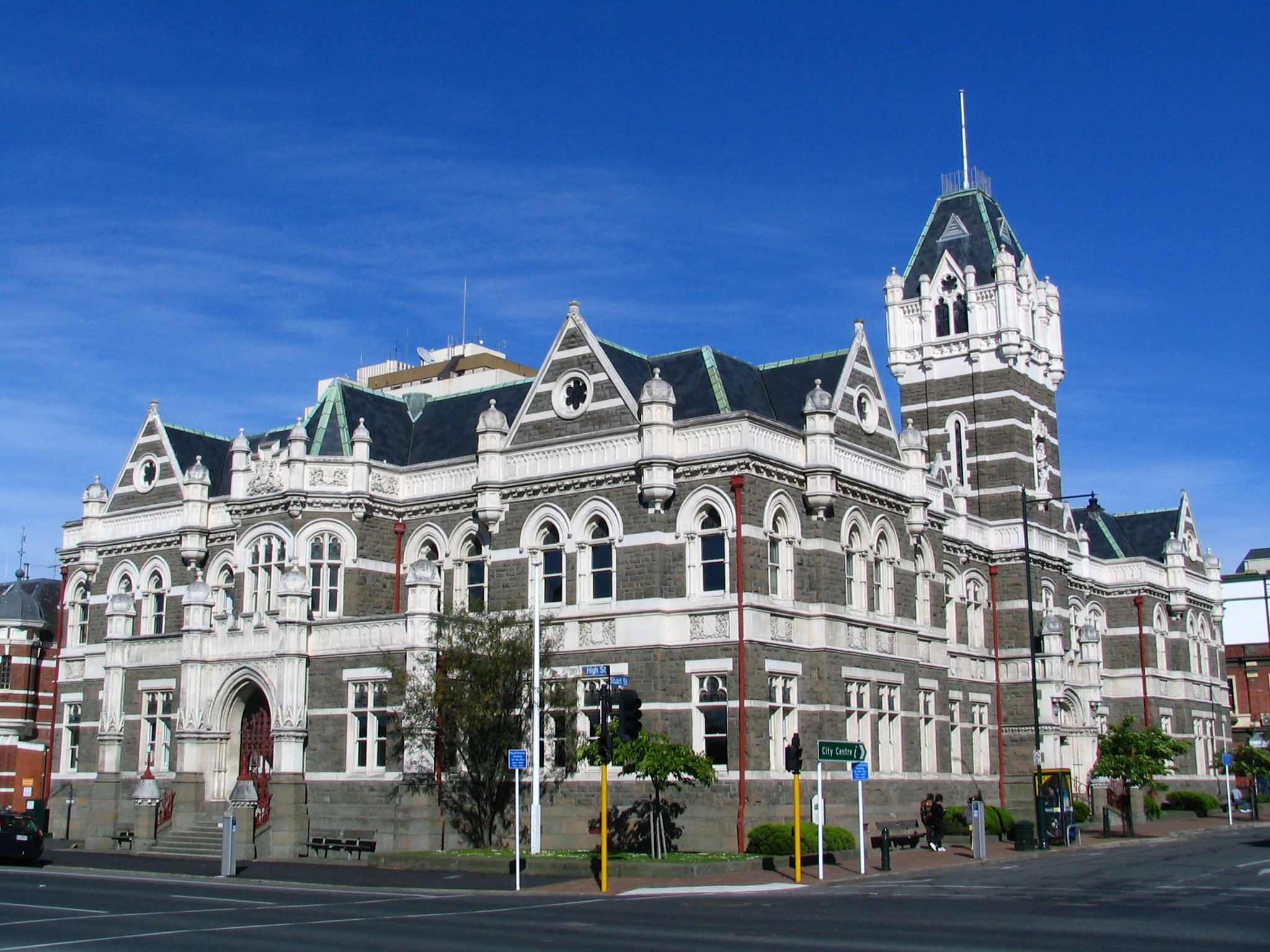
Le Dunedin Law Courts, construit en 1902.

Une première Cour suprême fut établie en 1841, et plusieurs autres cours furent établies par la suite. Après plusieurs expérimentations, un système juridictionnel à trois niveaux fut mis en place : une Cour suprême, des tribunaux de district, et des Magistrates' Courts (ces dernières datant de 1846). La Cour d'appel fut établie en 1862, mais était alors constituée d'un ensemble de juges issus de la Cour suprême. La Cour d'appel était la plus haute cour de Nouvelle-Zélande, bien que les appels pouvaient être transmis au Conseil privé à Londres. Les tribunaux de district furent abolis en 1925 mais ont par la suite été de nouveau établis. En 1957, la Cour d'appel a été modifiée de façon à être distinguée de la Cour suprême, notamment en ayant ses propres juges. En 2004, une nouvelle Cour suprême fut établie, devenant la cour statuant en dernier ressort, avec l'abolition simultanée du droit d'appel au Conseil privé.
En 1865, une Cour des terres autochtones fut établie pour « définir les droits terriens du peuple Maori d'après la coutume maori et traduire ces droits ou titres coutumiers en titres terriens reconnaissables en droit européen ». Elle a depuis été critiquée comme étant un outil visant à priver les Maoris de leur terre. Certains des problèmes étaient liés à la Cour elle-même – les séances étaient en anglais dans les villes éloignées des lieux de vie maoris, et composés de juges ayant de faibles connaissances des coutumes maoris – tandis que d'autres portaient sur le droit employé. Par exemple, pendant plusieurs décennies, le droit terrien ne reconnaissait pas qu'un hapu possédait ses terres, et la propriété était mise dans les mains de quelques personnes. En 1954, la Cour fut renommée Cour des terres maoris, et a fait l'objet de nombreuses réformes depuis le XIXe siècle. Jusqu'au milieu du XXe siècle, elle traitait aussi des adoptions maories.
Le pouvoir judiciaire en Nouvelle-Zélande est généralement perçu comme indépendant et non corrompu, bien que pas toujours impartial. Jusqu'à récemment, le pouvoir judiciaire jouait un rôle limité dans le développement du droit et, jusqu'en 1966, ils suivaient en général scrupuleusement les décisions anglaises. Dès les années 1980, le pouvoir judiciaire a joué un rôle important notamment en redéfinissant la position constitutionnelle du traité de Waitangi.

### Juridictions actuelles

#### Tribunaux des disputes
Elle peut prendre connaissance des disputes en matière pénale pour des sommes inférieures à 15 000 $ (jusqu'à 20 000 $ si les parties y consentent).

#### Tribunal de district
Les tribunaux de district sont des juridictions inférieures en Nouvelle-Zélande. Ils peuvent prendre connaissance des affaires civiles pour des sommes allant jusqu'à 200 000 $ (500 000 $ en cas de récupération d'un titre de propriété) et des affaires pénales pour les plus petits crimes. Elles sont au nombre de 66.

#### Maori Land Court
La Maori Land Court est la Cour spécialisée en matière de propriété des terres maoris.

#### Tribunal environnemental
Le Tribunal environnemental, appelé Te Kooti Taiao o Aotearoa en maori, est une cour spécialisée en matière environnementale. La juridiction de ce tribunal a augmenté avec le Resource Management Act.

#### Cour d'appel
La Cour d'appel est la juridiction de second degré de Nouvelle-Zélande.

#### Cour suprême
La Cour Suprême de Nouvelle-Zélande est la plus haute cour de Nouvelle-Zélande. Créée avec le passage du Supreme Court Act 2003 le 13 octobre 2003, elle siégea pour la première fois le 1er juillet 2004. Elle remplace ainsi le Comité judiciaire du Conseil privé (à Londres).